# Росмус, Анна Элизабет
Анна Элизабет Росмус (род. 1960, Пассау) — немецкая писательница.
Является прототипом главной героини фильма 1990 года «Дрянная девчонка».

## Жизнь
В возрасте 20 лет участвовала в литературно-историческом конкурсе «Будни Третьего рейха». В результате навсегда связала свою жизнь с историческими расследованиями преступлений против евреев во время Второй мировой войны, в частности в родном городе Пассау. Долгое время, в том числе судебным порядком, добивалась доступа к частным документам мэра Пассау, члена Национал-социалистической партии Германии. В результате исследования полученных документов выяснила принадлежность в прошлом многих из авторитетов города Пассау к национал-социалистам.
В 1983 году опубликовала свои расследования под заглавием «Сопротивление и преследование на примере Пассау 1933—1939 годов».
Подвергалась угрозам и открытым нападениям со стороны своих соотечественников, видевших в ней осквернительницу родного города. В 1994 году вынуждена была эмигрировать в США.
В настоящее время проживает в штате Мэрилэнд, США.
Удостоена многих наград и призов (например, Премия сестер Шоль — 1984 г., Премия писателю-иммигранту, Премия Мемориала Холокоста и др.). Автор семи историко-литературных произведений на темы преступлений национал-социализма в Германии 30-х годов.
С 2009 года член Интернационального Совета Австрийской службы за границей.